# Benedito Leite (político)
Benedito Pereira Leite (Rosário, Maranhão, 4 de outubro de 1857 – Hyeres, 6 de março de 1909) foi um político, magistrado e jornalista brasileiro.

## Origens e Primeiros Anos
Benedito Pereira Leite nasceu em 4 de outubro de 1857, na então vila de Rosário, às margens do rio Itapecuru, no Maranhão. Ele foi o sétimo e último filho de Antônio Leite Pereira e Ana Rita de Sousa Leite.
No início da adolescência, Benedito Leite deixou Rosário para prosseguir os estudos em São Luís, capital provincial e principal centro urbano do Maranhão. Ingressou no Colégio Imaculada Conceição, instituição tradicional onde cursou o secundário por volta da década de 1870. . O ambiente cultural de São Luís, conhecido como “Atenas Brasileira” no século XIX por sua efervescência literária. Benedito Leite teve contato com a rica tradição intelectual maranhense, de nomes como João Lisboa e Sotero dos Reis, absorvendo o apreço pelas letras que marcava a sociedade local.

## Formação Educacional
Em 1878, aos 20 anos de idade, Benedito Leite matriculou-se no curso de Ciências Jurídicas e Sociais da Faculdade de Direito de Recife, em Pernambuco. Naquele tempo, a Faculdade de Direito de Olinda e Recife era a mais prestigiosa instituição jurídica do Norte do Brasil . A chegada de Benedito Leite ao Recife coincidiu com o apogeu da chamada Escola do Recife, movimento cultural liderado por juristas e filósofos como Tobias Barreto e Sílvio Romero, que introduzia ideias positivistas e cientificistas no pensamento brasileiro.
Durante os quatro anos de estudos (1878–1882), Benedito destacou-se. Anos mais tarde, o célebre jurista Clóvis Beviláqua, autor do Código Civil brasileiro,  mencionaria Benedito Leite em sua obra sobre a história da Faculdade de Direito de Pernambuco, evidenciando a reputação acadêmica que o maranhense conquistara entre seus pares. Segundo Beviláqua, Leite foi um estudante promissor, de inteligência cultivada e interesses variados, capaz de transitar tanto pelos debates jurídicos quanto pelas discussões literárias e políticas da vida acadêmica recifense.
Em meio às atividades acadêmicas, Benedito Leite não abandonou o engajamento cívico. Recife, àquela altura, fervilhava com clubes abolicionistas formados por estudantes. Benedito associou-se a essas iniciativas e chegou a ocupar posição de liderança em um clube abolicionista formado por colegas maranhenses. Nesses fóruns, articulava estratégias para a propaganda antiescravagista e pronunciava discursos inflamados em prol da causa dos cativos.
Benedito Pereira Leite graduou-se bacharel em Direito pela Faculdade de Direito do Recife em outubro de 1882, cumprindo o curso no tempo regulamentar de quatro anos. Recém-formado, retornou ao Maranhão munido de um cabedal intelectual moderno e reformista. 

## Trajetória Profissional e Intelectual

### Ingresso na Magistratura e Atuação no Império (1883–1889)
De volta ao Maranhão no final de 1882, Benedito Leite optou inicialmente pela carreira na magistratura imperial, percurso comum a muitos bacharéis em Direito da época. Em janeiro de 1883, com apenas 25 anos, foi nomeado Promotor Público da comarca de Brejo, no interior do Maranhão. Nessa função de promotor de justiça (equivalente a promotor público atual), coube-lhe representar a lei em uma região agrária e tradicional, onde ainda vigoravam relações sociais típicas do regime escravista (o qual só seria abolido cinco anos depois). Ao mesmo tempo, manteve vivo seu engajamento cívico: fundou um Clube Abolicionista na localidade, liderando campanhas pela libertação voluntária de escravos e pela conscientização dos fazendeiros sobre os rumos inevitáveis da abolição.

### Carreira na Magistratura (1884–1889)
Em 1884, Benedito Leite, assumiria então a função de juiz. Nos anos seguintes, serviu como juiz municipal e de órfãos em diversas comarcas maranhenses, fortalecendo sua experiência jurídica. Entre 1885 e 1887, atuou nas comarcas de Itapecuru-Mirim e Vargem Grande, importantes cidades da região do Baixo Parnaíba. De 1887 até o final de 1889, exerceu a magistratura na comarca de Coroatá, no vale do rio Mearim.
Ao deixar cada comarca, Leite foi homenageado pela população como reconhecimento por sua postura ética e justa. Em Vargem Grande, recebeu agradecimentos públicos por sua conduta. Em Itapecuru-Mirim e Coroatá, destacou-se por iniciativas educacionais pioneiras; em Coroatá, fundou uma escola primária gratuita, iniciando inclusive a construção de um prédio escolar próprio, demonstrando sua preocupação com a educação popular.

### Vida pessoal
Em 30 de março de 1889, após consolidar sua carreira jurídica, Benedito Leite casou-se com Angélica Gonçalves Pires Ferreira, filha do médico Antônio Pires Ferreira e de Elvira Gonçalves, membros da elite da cidade do Brejo. A cerimônia ocorreu em São Luís e uniu duas influentes famílias maranhenses. Angélica tornou-se importante apoiadora intelectual e emocional do marido, auxiliando-o em pesquisas, correspondências e nos períodos difíceis de sua vida pública.

### Adesão à República (1889)
Nos últimos meses de 1889, a Proclamação da República provocou profundas mudanças no país. Benedito Leite, então com 32 anos e atuando como juiz em Coroatá, aderiu prontamente ao novo regime republicano.

### Ascensão Política na Primeira República (1890–1896)
Durante seus anos no Senado (1896–1906), Benedito Leite destacou-se como defensor dos interesses maranhenses, especialmente na luta pela construção da Estrada de Ferro São Luís–Caxias. Após articular apoio técnico e político, conseguiu aprovar a Lei nº 1.329, de 1905, que autorizava a obra, considerada essencial para integrar o estado ao restante do país.
No Maranhão, liderava com firmeza o Partido Federalista, influenciando eleições e decisões administrativas. Sua chefia era associada a certa modernização institucional, como o incentivo ao ensino público. Em 1906, encerrou o mandato no Senado e foi eleito governador do estado pela Assembleia Legislativa.

### Governo do Maranhão (1906–1908)
Durante seu governo (1906–1908), Benedito Leite enfrentou um Maranhão empobrecido e afetado pela crise econômica e pela seca prolongada, mas adotou uma gestão voltada à infraestrutura e à educação. Retomou o projeto da estrada de ferro São Luís - Caxias e, em expedição com o presidente Afonso Pena pelo rio Itapecuru, reforçou a urgência da obra. A visita resultou no compromisso federal com a construção da ferrovia, que impulsionaria a integração regional.
Na área educacional, recusou cortar verbas mesmo diante da crise. Rejeitou a proposta de fechar a Escola Normal e a Escola Modelo, declarando que preferia perder a mão a assinar o decreto. O gesto marcou sua imagem como defensor da instrução pública. Reformou também a Biblioteca Pública e apoiou melhorias urbanas em São Luís, como o ajardinamento do Largo do João Velho e a pavimentação de vias.
Apesar das iniciativas, enfrentou dificuldades fiscais severas. Para manter escolas e obras, chegou a usar recursos próprios. Com a saúde comprometida, licenciou-se em agosto de 1908 e viajou à Europa para tratamento, sendo substituído interinamente por Artur Quadros Collares Moreira.

## Últimos Anos, Exílio Sanitário e Falecimento (1908–1909)
Durante o exílio sanitário iniciado no fim de 1908, Benedito Leite buscou tratamento para sua enfermidade cardíaca em Paris e, posteriormente, na cidade de Hyères, sul da França.  A saúde, no entanto, deteriorou-se durante o inverno europeu, e ele passou a demonstrar consciência de sua condição terminal. 
Benedito faleceu em 6 de março de 1909, aos 51 anos, em Hyères, vítima de insuficiência cardíaca. A notícia causou grande comoção no Maranhão. O cortejo em São Luís reuniu multidões, e, no ano seguinte, uma cerimônia em sua homenagem reforçou seu prestígio póstumo. Para eternizar sua memória, uma estátua em bronze foi inaugurada em 1912 na praça que passou a levar seu nome, representando-o sem a mão direita, símbolo de sua defesa intransigente da educação pública.

## Legado e Impacto Duradouro
O legado de Benedito Pereira Leite manifesta-se de forma duradoura na história política, educacional e institucional do Maranhão. Como articulador da transição entre o regime monárquico e a República, consolidou a oligarquia dominante no estado durante a Primeira República, estruturando o Partido Federalista e influenciando diretamente seus sucessores, como Luís Domingues e Urbano Santos, que perpetuaram suas ideias e estratégias políticas. Seu grupo político manteve-se hegemônico até o fim da década de 1920, influenciando governos e eleições.
No campo educacional, sua defesa incondicional da Escola Modelo e da Escola Normal do Maranhão deixou marcas permanentes. A primeira, que passou a levar seu nome, segue como referência do ensino público estadual. Sua atuação é frequentemente invocada como exemplo de prioridade à educação, mesmo em tempos de crise, como registrado por autoridades maranhenses contemporâneas.
Na área de infraestrutura, Benedito foi responsável por articular a aprovação da lei que deu origem à Estrada de Ferro São Luís - Teresina. A obra, concluída em 1921, consolidou o projeto de integração regional por ele idealizado. A BR-135, principal rodovia de ligação da capital, também segue em traços o percurso planejado na expedição de 1906, conduzida por ele e Afonso Pena. Tais iniciativas revelam sua visão de longo prazo para o desenvolvimento do estado.
Várias instituições e locais públicos prestam homenagem ao seu nome: a Biblioteca Pública Benedito Leite, a Maternidade Benedito Leite e a cidade de Benedito Leite, no sul do Maranhão, fundada a partir de uma coletoria implantada por sua iniciativa ainda como senador. A estátua em bronze, sem a mão direita, erguida na praça que leva seu nome em São Luís, eterniza sua defesa pela educação.
Em sua homenagem, foi batizada com seu nome a Ponte Metálica Benedito Leite, inaugurada em 1928, e pertencente à ferrovia São Luís-Teresina, sobre o Estreito dos Mosquitos, que separa a ilha de Upaon-Açu do continente. Ao seu lado, foi construída a ponte rodoviária Marcelino Machado, também político maranhense, que foi seu genro e deputado federal, e defendeu a construção da ponte ferroviária. 

## Cronologia
- 4 de outubro de 1857: Nasce Benedito Pereira Leite, na vila de Rosário (MA), filho de Antônio Leite Pereira e Ana Rita de Sousa Leite.
- 14 de abril de 1859: É batizado na matriz de Rosário
- 1870: Cursa o ensino secundário no Colégio Imaculada Conceição em São Luís, destacando-se como aluno brilhante.
- 1878: Matricula-se na Faculdade de Direito de Recife (PE).
- 1882: Gradua-se bacharel em Direito pela Faculdade de Direito do Recife.
- 1883: Nomeado promotor público da comarca de Brejo (MA); funda clube abolicionista local.
- 1885: Assume como juiz municipal e de órfãos em Itapecuru-Mirim e termo de Vargem Grande (MA).
- 1887: Transferido para a comarca de Coroatá como juiz; lá funda uma escola primária gratuita.
- 30 de março de 1889: Casa-se com Angélica Gonçalves Pires Ferreira em São Luís.
- 15 de novembro de 1889: Proclamação da República; Benedito apoia o novo regime e torna-se inspetor do Tesouro do Maranhão (1890).
- 1890: Participa da fundação do Partido Nacional (MA), alinhado aos ex-conservadores.
- 1891: Eleito deputado à Constituinte estadual; assina a Constituição do Maranhão .
- 25 de novembro de 1891: Lidera a oposição que depõe o governador Lourenço de Sá; integra a Junta Governativa Provisória do Maranhão.
- 8 de janeiro de 1892: Junta é dissolvida; assume novo governador (Belfort Vieira).
- Março de 1892: Eleito deputado federal pelo Maranhão.
- Junho de 1892: Fundação do Partido Federalista do Maranhão, com Leite na liderança.
- Agosto de 1892: Crise interna no partido; jornal O Nacional sai do controle de Leite e é destruído; fundação do jornal O Federalista.
- 1894: Reeleito deputado federal (mandato até 1896).
- Junho de 1896: Eleito senador pelo Maranhão, preenchendo vaga aberta.
- 1897: Início do mandato no Senado; atua na Comissão de Finanças e relata orçamento militar.
- 1903: Discursa e apresenta projeto de lei no Senado para a Estrada de Ferro São Luís–Caxias.
- 3 de janeiro de 1905: Sancionada a Lei nº 1.329/1905, autorizando a construção da ferrovia (São Luís–Caxias).
- Janeiro de 1906: Eleito presidente (governador) do Maranhão pela Assembleia estadual.
- 1º de março de 1906: Toma posse como presidente do Maranhão.
- 5–15 de julho de 1906: Recebe o presidente Afonso Pena e juntos realizam excursão pelo rio Itapecuru até Caxias, impulsionando a ferrovia.
- 1906: Reurbaniza o Largo do João Velho em São Luís (futura Praça Benedito Leite).
- 1907: Resiste aos planos de fechar a Escola Normal e a Escola Modelo; mantém as instituições em funcionamento.
- 25 de agosto de 1908: Licencia-se do cargo de governador por motivos de saúde; deixa o Maranhão rumo à Europa.
- Setembro de 1908: Em Paris, trata da doença cardíaca; posteriormente transfere-se para Hyères (sul da França).
- Janeiro de 1909: Luís Domingues assume a presidência do Maranhão (sucedendo Benedito) e planeja homenagens póstumas.
- 6 de março de 1909: Falecimento de Benedito Leite em Hyères, França.
- Abril de 1909: Corpo trasladado e sepultado em São Luís com honras oficiais; luto público no Maranhão.
- 6 de março de 1911: Inauguração oficial da Praça Benedito Leite em São Luís, no 2º aniversário de morte.
- 28 de fevereiro de 1912: Inauguração da estátua de Benedito Leite na praça homônima, obra do escultor Decarchemont.
- 1957: Comemorações do centenário de nascimento; lançada biografia “Benedito Leite: um verdadeiro republicano” (2ª ed.).
- 1958: Biblioteca Pública do Maranhão é oficialmente renomeada “Biblioteca Pública Benedito Leite” (Lei estadual).
- 2006: Centenário da Praça Benedito Leite; revitalização do logradouro histórico com preservação do monumento.

- 2017: Reabertura da Escola Modelo Benedito Leite totalmente restaurada, reafirmando o legado educacional do patrono.